# 中华人民共和国主席办公厅
中华人民共和国主席办公厅是《五四宪法》体制下中华人民共和国主席这一国家机构内设的名义上的综合性日常办事机构（办公厅）。

## 历史
1955年7月30日，国家主席毛泽东任命张经武为历史上唯一的“中华人民共和国主席办公厅主任”兼中央人民政府驻西藏代表、中共西藏工委第一书记。
1968年10月31日，国家主席刘少奇被中共八届十二中全会“撤销党内外一切职务”，1969年11月12日在虐待中病死。
1969年至1972年，国家主席职权由国家副主席宋庆龄、董必武代行。1972年至1975年，董必武任中华人民共和国代主席。
1971年，张经武被打成重伤，死于秦城监狱。
1975年1月17日，第四届全国人民代表大会第一次会议通过第二部《中华人民共和国宪法》，取消国家主席建制。
1982年12月4日，第五届全国人民代表大会第五次会议通过第四部《中华人民共和国宪法》（《八二宪法》），恢复国家主席建制，但不赋予实权，成为虚位元首的国家主席没有再设立独立办事机构。

## 主要官员
- 主任：张经武
- 副主任：田家英

## 类似机构
在当今中华人民共和国的对应机构为：
- 中共中央办公厅内的中国共产党中央委员会总书记办公室
  - 该办主任（副部职）通常由中共中央办公厅副主任兼任（现任：韩世明）。
- 中华人民共和国主席（国家机构）内的中华人民共和国主席办公室

该办主任（副部职）通常由中共中央办公厅副主任兼任（现任：韩世明）。
- 中央军事委员会办公厅内的中央军委主席办公室
  - 该办主任（正军职）通常由中央军委办公厅副主任兼任（现任：钟绍军）。